# Moça no trigal
 (mars 2019).
Moça no trigal (Jeune femme dans un champ de blé) est une peinture du genre paysage de l'artiste brésilien Eliseu Visconti. La toile a été présentée pour la première avec le titre Pão e Flores (Pain et fleurs).

## Description
La peinture est une huile sur toile de 65 cm de hauteur et 80 cm de largeur. Elle représente un champ de blé dans la campagne française et une jeune fille cueillant des fleurs. L'œuvre fait partie d'une collection privée.
Moça no trigal a été peinte à Paris après le retour de Visconti à Rio de Janeiro, après l'installation de toiles du peintre au Théâtre municipal.

## Galerie
Eliseu Visconti a développé des études préparatoires à la composition de cette toile.

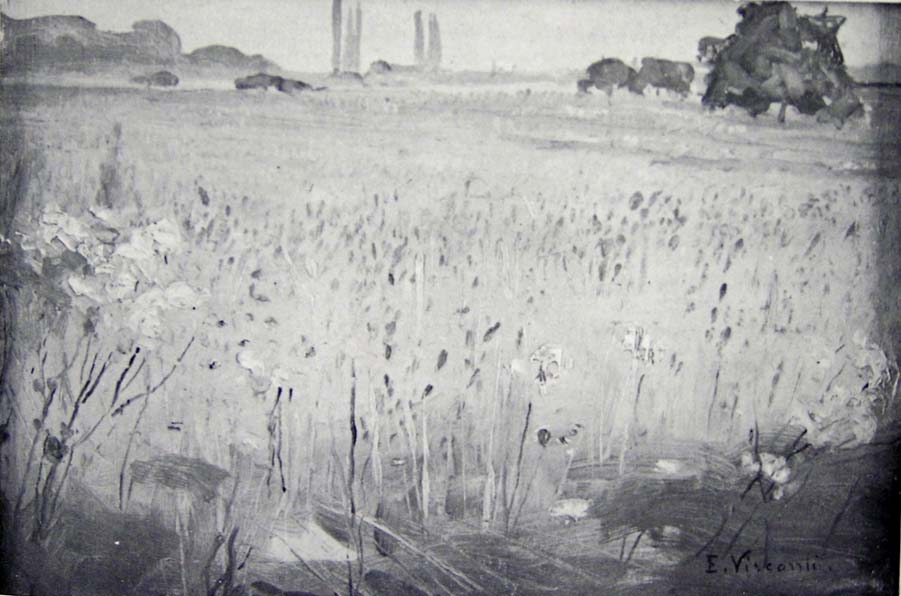
O trigal (1915) - Collection Américo Ribeiro dos Santos - 29 × 49 cm
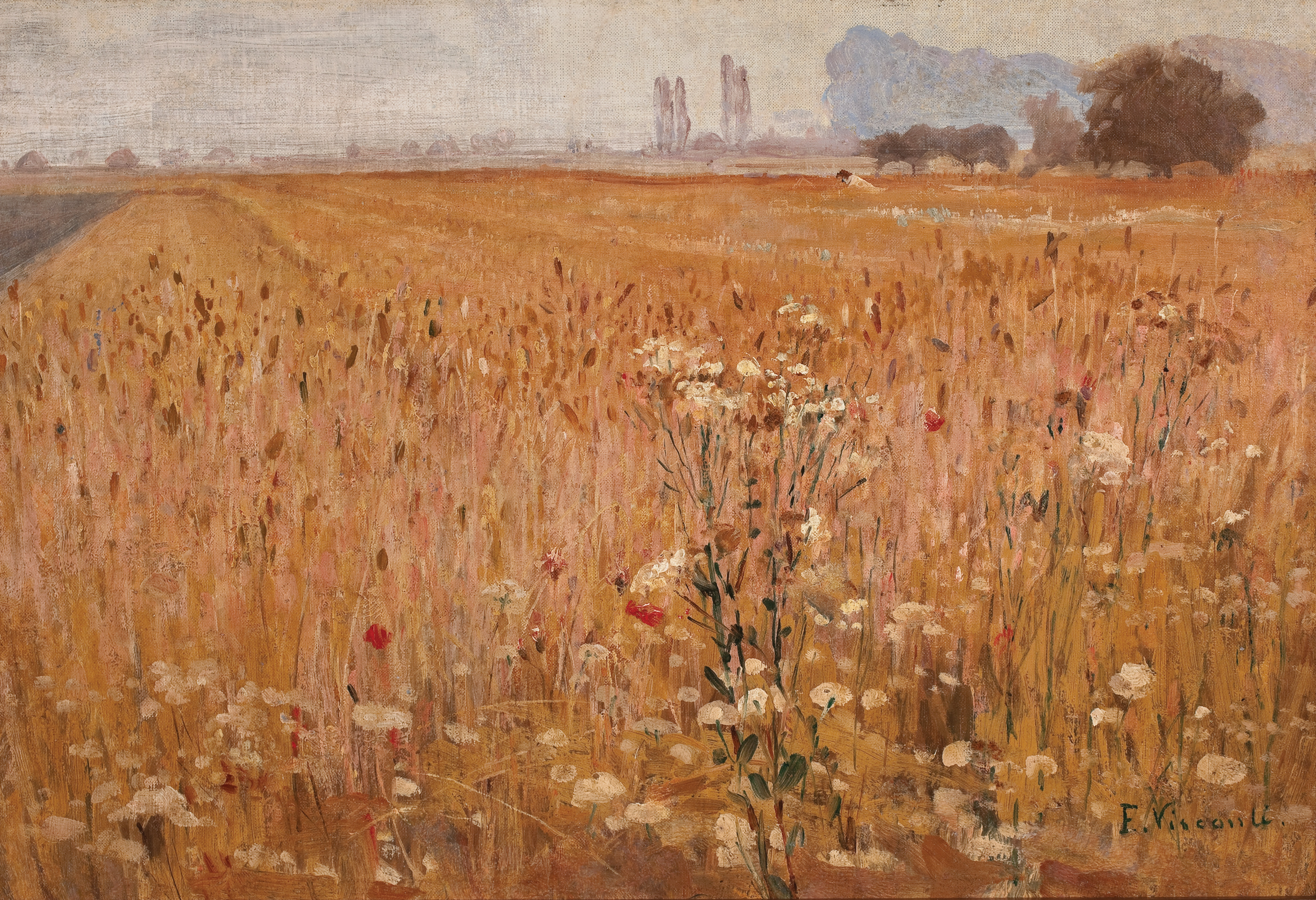
Trigal (1915) - Collection privée - 30,5 × 44,3 cm
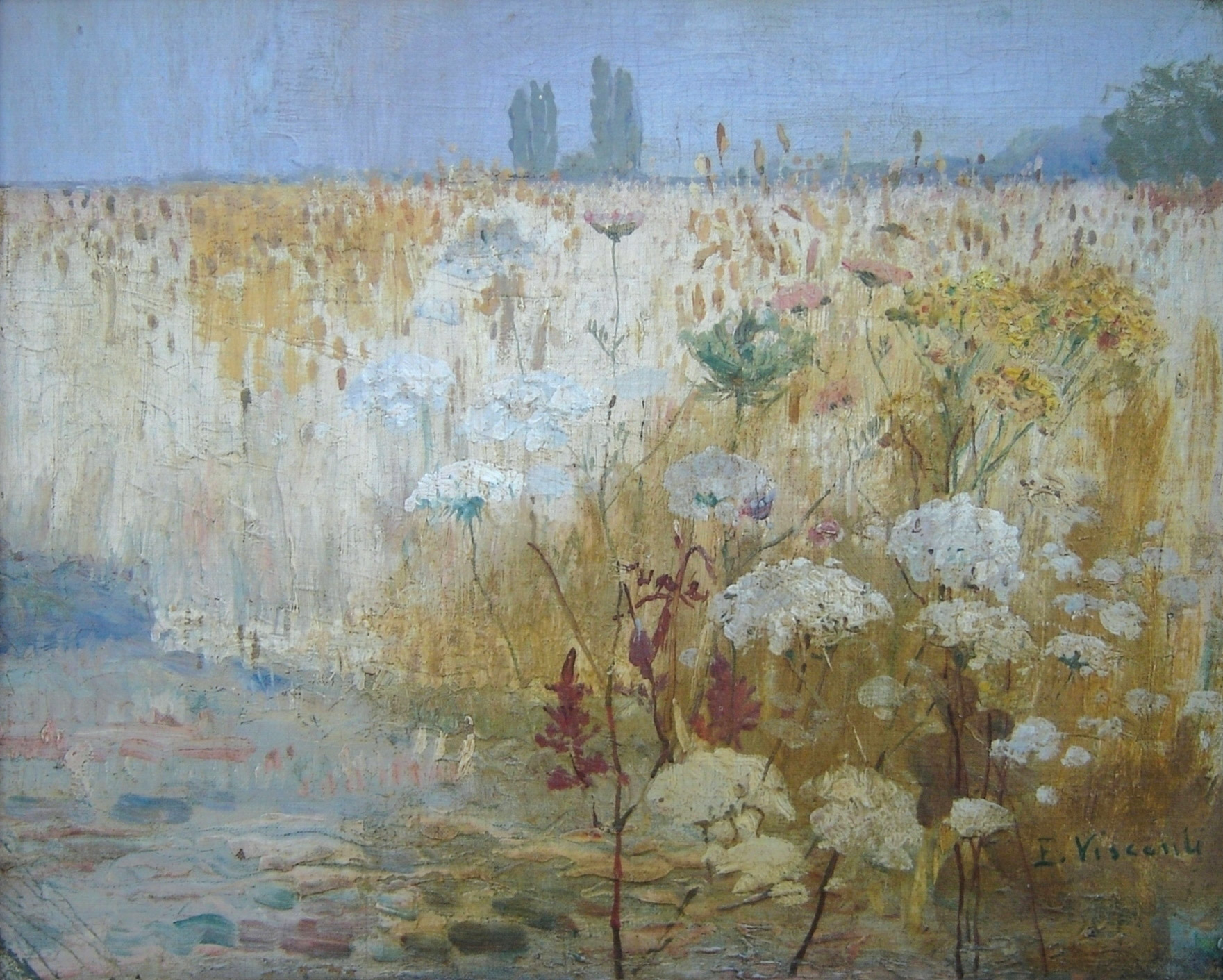
Trigal (1915) - Museu de Arte Assis Chateaubriand, Campina Grande - 28 × 3 cm
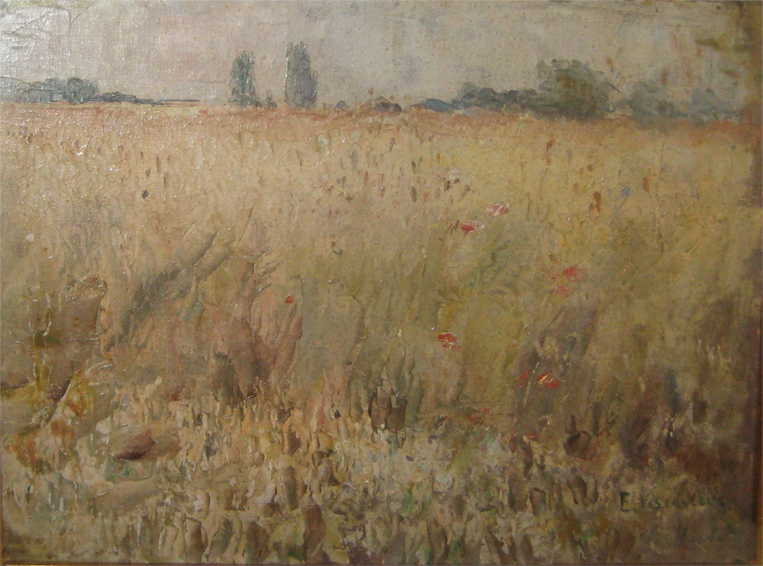
Trigal (1915) - Collection Paulo Carlos de Oliveira - 27,2 × 34,3 cm